# Audie Norris
Audie James Norris (Jackson, 18 dicembre 1960) è un ex cestista e allenatore di pallacanestro statunitense, professionista nella NBA, in Italia, Spagna e Grecia.
È il fratello di Sylvester Norris.

## Carriera
Venne selezionato dai Portland Trail Blazers al secondo giro del Draft NBA 1982 (37ª scelta assoluta).

## Palmarès
- Campionato spagnolo: 3

Barcellona: 1987-1988, 1988-89, 1989-90
- Copa del Rey: 2

Barcellona: 1988, 1991
- Supercoppa spagnola: 1

Barcellona: 1987
- Copa Príncipe de Asturias: 1

Barcellona: 1988
- Liga catalana: 1

Barcellona: 1989